# Коляда, Гео
Ге́о Коляда́ (настоящее имя — Григорий Афанасьевич Коляда; укр. Григо́рій Пана́сович Коляда́; 1904, Валки — 1942) — украинский советский поэт.

## Биография
Григорий Афанасьевич Коляда родился 21 января (3 февраля) 1904 года в городе Валки. Детство его было тяжёлым. После Октябрьской революции окончил педагогические курсы имени Григория Сковороды в Харькове, работал уездным инструктором внешкольного образования, учителем, заведовал первой детской коммуной имени Григория Петровского (1921—1923) и детским городком имени ВУЦИК в Харькове. В 1923 году переехал в Москву. Учился в Академии социального воспитания им. П. П. Блонского (1923—1926) и в Московском институте инженеров транспорта (1926—1930). В 1925—1941 годах работал в Совнаркоме СССР, московских высших учебных заведениях. Да июня 1941 года - преподаватель электромеханического института инженеров транспорта им Ф.Э.Дзержинского После начала Великой Отечественной войны ушёл в народное ополчение - 5 июля 1941 года был призван Молотовским (по другим данным - Дзержинским) РВК г. Москвы. Служил в артиллерии. Письменная связь с семьей прекратилась в сентябре 1941 года. Пропал без вести в декабре 1942 года в боях под Ельней.
По другим данным, интендант 3-го ранга Григорий Афанасьевич Коляда, 1904 г.р., уроженец г. Валки Валковского района Харьковской области Украинской ССР, погиб в плену 9 июня 1942 года от общего истощения.

## Творчество
Дебютировал в 1923 году вместе с Александром Копыленко и Иваном Сенченко в общем сборнике «Штурма». Писал на украинском языке. Был членом литературных организаций «Плуг», «Гарт», «ВАПЛИТЕ», «СІМ», «Авангард», «Новая генерация». По утверждению поэта К. Буревого, «если в первый период литературной деятельности Коляда был близок к Есенину (по лирике и почти имажинистской образности), то в следующий — начинает сказываться влияние Уота Уитмена и В. Маяковского».

## Семья
Дочь - Коляда Елена Григорьевна.После войны проживала по ул. Маленковской, д. 5/1 кв. 14.
Жена - Бакич-Шестакова Елена Аркадьевна. После войны проживала по ул. Маленковской, д. 5/1 кв. 14.

## Сочинения
- Штурма. — Харків, 1923.

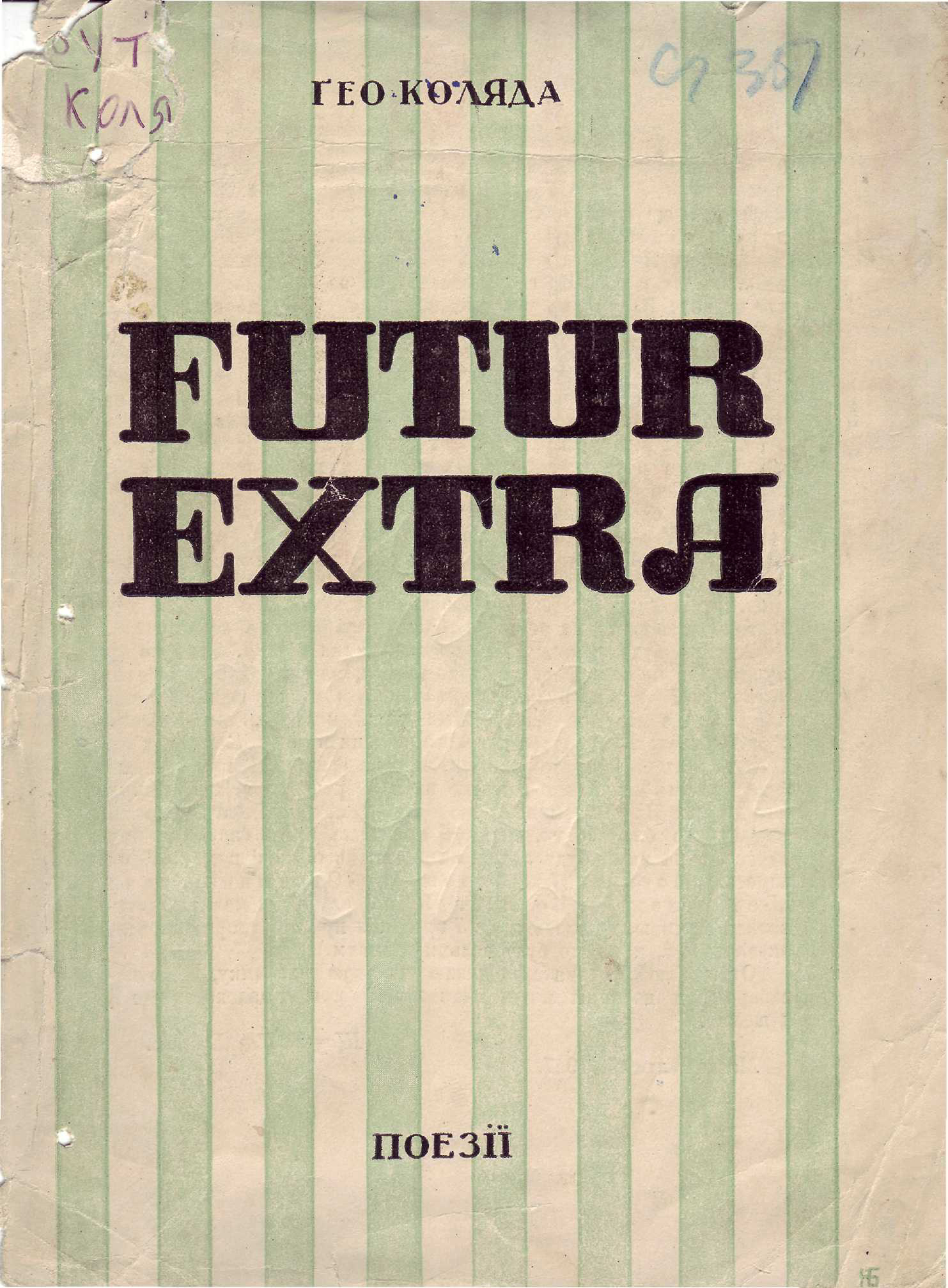
Обложка сборника стихов Гео Коляды «Futuris Extra»

- Вибрані вірші й поеми. — Москва, 1925.
- Оленка. — Одеса, 1925.
- Прекрасний день. — Москва, 1925.
- Золоті кучері. — Москва, 1926.
- Штурм і натиск. — Москва, 1926.
- Futur-extra. — Москва, 1927.
- Поезії. — Москва, 1927.
- Арсенал сил. Роман нової конструкції. — Харків, 1929.